# Умершие в июне 1944 года
Это список известных людей, соответствующих установленным критериям значимости (см. Википедия:Критерии значимости персоналий), умерших в июне 1944 года.
Причина смерти указывается лишь в исключительных случаях (убийство, самоубийство, гибель в результате военных действий, смертная казнь, ДТП или несчастные случаи). В остальных случаях — не указывается.

## 1 июня
- Поляков, Иван Матвеевич (24) — старший лейтенант РККА, лётчик, Герой Советского Союза.
- Чанкова, Йорданка Георгиева (33) — деятельница Движения Сопротивления в Болгарии, одна из лидеров Рабочего молодёжного союза.

## 2 июня
- Марголин, Элиэзер (69) — австралийский предприниматель и военный деятель.

## 5 июня
- Бек, Юзеф (49) — польский государственный деятель.
- Лефевр, Марсель (26) — старший лейтенант ВВС Франции, лётчик, Герой Советского Союза.

## 6 июня
- Лавроненко, Иван Васильевич (22) — старший лейтенант РККА, лётчик, Герой Советского Союза.

## 7 июня
- Гридинский, Александр Иванович (22) — лейтенант РККА, лётчик, Герой Советского Союза.

## 8 июня
- Елькин, Валентин Иванович (20) — лейтенант РККА, лётчик, Герой Советского Союза.
- Нешков, Николай Захарович (28) — капитан РККА, фронтовой разведчик, Герой Советского Союза.

## 9 июня
- Кемпфе, Гельмут (34) — немецкий офицер СС, казнённый французскими партизанами.
- Островерхов, Иван Григорьевич (25) — майор РККА, танкист, Герой Советского Союза.

## 10 июня
- Ольжич, Олег — украинский поэт и археолог.
- Ткаченко, Платон Петрович — старший лейтенант РККА. танкист, Герой Советского Союза.
- Шумейко, Авксентий Андреевич (36) — майор РККА. лётчик, Герой Советского Союза.

## 12 июня
- Гущин, Николай Фёдорович (22) — младший лейтенант РККА, Герой Советского Союза.
- Куликов, Алексей Тимофеевич (19) — краснофлотец, Герой Советского Союза.

## 13 июня
- Петров, Георгий Георгиевич (33) — капитан РККА, лётчик, Герой Советского Союза.
- Ушков, Дмитрий Константинович (21) — ефрейтор РККА, Герой Советского Союза.

## 14 июня
- Блохин, Виктор Алексеевич (22) — сержант РККА, Герой Советского Союза.
- Кораблин, Владимир Васильевич — рядовой РККА, Герой Советского Союза.
- Петров, Михаил Иванович (25) — рядовой РККА, Герой Советского Союза.
- Петров, Роман Ильич (24) — младший лейтенант РККА, танкист, Герой Советского Союза.
- Черепнёв, Сергей Михайлович (25) — капитан РККА, лётчик, Герой Советского Союза.

## 15 июня
- Галушкин, Борис Лаврентьевич (24) — командир специального отряда НКГБ СССР «Помощь» партизанской группы «Артур». Герой Советского Союза, лейтенант.
- Кавиев, Хамит Салимович — татарский советский писатель и публицист, географ, биолог, геолог, педагог, путешественник.
- Озмитель, Фёдор Фёдорович (25) — старший лейтенант РККА, партизан, Герой Советского Союза.

## 16 июня
- Белуш, Михаил Андреевич (16) — белорусский партизан.
- Блок, Марк (57) — французский историк еврейского происхождения, автор трудов по западноевропейскому феодализму, аграрным отношениям во Франции, общим проблемам методологии истории.

## 17 июня
- Павлов, Сергей Васильевич (47) — один из лидеров антибольшевистского казачьего движения в период Второй мировой войны и основателей Казачьего Стана, генерал-майор вермахта.

## 18 июня
- Леухин, Никанор Андреевич (25) — Герой Советского Союза.
- Морозов, Анатолий Афанасьевич (28) — Герой Советского Союза.
- Николаев, Николай Иванович (29) — Герой Советского Союза.

## 19 июня
- Гнидаш, Кузьма Савельевич (29) — советский офицер, разведчик, в годы Великой Отечественной войны участник партизанской борьбы на Украине и Белоруссии, командир диверсионно-разведывательного отряда. Герой Советского Союза, майор.

## 20 июня
- Винников, Николай Иванович — старший лейтенант Рабоче-крестьянской Красной Армии, участник Великой Отечественной войны, Герой Советского Союза.
- Владислав Комар (33) — польский дворянин, польский и литовский спортсмен.
- Курков, Степан Иванович — участник Великой Отечественной войны, Герой Советского Союза.

## 21 июня
- Вагин, Виктор Андрианович — Герой Советского Союза.
- Миронов, Филипп Абрамович (23) — Герой Советского Союза.
- Скоробогатов, Анатолий Маркович (37) — Герой Советского Союза.
- Товпеко, Александр Григорьевич — Герой Советского Союза.
- Харлов, Алексей Гаврилович (25) — Герой Советского Союза.
- Шистеров, Пётр Васильевич (26) — Герой Советского Союза.

## 22 июня
- Буфетов, Сергей Игнатьевич — Герой Советского Союза.
- Герасименко, Прокопий Михайлович (30) — Герой Советского Союза.
- Кузнецов, Александр Александрович (41) — русский советский журналист и публицист.
- Покальчук, Иван Михайлович — Герой Советского Союза.
- Рассказов, Александр Семёнович (31) — советский военнослужащий. Участник Великой Отечественной войны. Герой Советского Союза.
- Советский, Михаил Александрович — Герой Советского Союза.
- Хоменков, Николай Никифорович — Герой Советского Союза.
- Якубов, Осман (32) — Герой Советского Союза.

## 23 июня
- Кривонос, Павел Ананьевич (22) — Герой Советского Союза.
- Марченко, Александр Порфирьевич — советский солдат, танкист в годы Великой Отечественной войны.
- Никандрова, Анна Алексеевна (22) — Герой Советского Союза.
- Новик, Николай Петрович (23) — Герой Советского Союза.
- Попов, Андрей Иванович (21) — Герой Советского Союза.
- Шмаков, Василий Иванович (27) — Герой Советского Союза.

## 24 июня
- Афанасьев, Фёдор Трофимович (21) — участник Великой Отечественной войны, Герой Советского Союза.
- Веснин, Николай Дмитриевич — участник Великой Отечественной войны, Герой Советского Союза.
- Винер, Леонид Леонидович (22) — участник Великой Отечественной войны, Герой Советского Союза.
- Гайдым, Иван Яковлевич (27) — участник Великой Отечественной войны, Герой Советского Союза.
- Долгов, Владимир Константинович (28) — лейтенант Рабоче-крестьянской Красной Армии, участник Великой Отечественной войны, Герой Советского Союза.
- Долгов, Григорий Афанасьевич (40) — младший лейтенант Рабоче-крестьянской Красной Армии, участник Великой Отечественной войны, Герой Советского Союза.
- Зюбин, Павел Петрович (33) — Герой Советского Союза.
- Искалиев, Сундуткали — Герой Советского Союза.
- Керсновский, Антон Антонович (37) — русский публицист, военный историк.
- Кононов, Николай Иванович (32) — участник Великой Отечественной войны, Герой Советского Союза.
- Кравченко, Михаил Пантелеевич — участник Великой Отечественной войны, Герой Советского Союза.
- Краснопёров, Сергей Леонидович (20) — участник Великой Отечественной войны, Герой Советского Союза.
- Мартынов, Владимир Кириллович (25) — Герой Советского Союза.
- Масликов, Антон Трофимович (18) — Герой Советского Союза.
- Мошкин, Александр Иванович (22) — Герой Советского Союза.
- Приходько, Пётр Сергеевич (25) — Герой Советского Союза.
- Спольник, Григорий Иванович (41) — Герой Советского Союза.
- Сухов, Василий Семёнович — Герой Советского Союза.
- Толмачёв, Алексей Емельянович (19) — Герой Советского Союза.
- Якубов, Гулям (29) — Герой Советского Союза.

## 25 июня
- Анискин, Михаил Александрович (21) — Герой Советского Союза.
- Асаналиев, Джумаш (21) — Герой Советского Союза.
- Бирюков, Иван Семёнович — Герой Советского Союза.
- Бухтуев, Михаил Артемьевич(18) — Герой Советского Союза.
- Возликов, Александр Филиппович — Герой Советского Союза.
- Доровский, Николай Степанович (20) — Герой Советского Союза.
- Дорохин, Иван Никитович (20) — Герой Советского Союза.
- Дринь, Савелий Григорьевич (32) — Герой Советского Союза.
- Дуничев, Николай Васильевич (25) — Герой Советского Союза.
- Ежков, Иван Степанович (21) — Герой Советского Союза.
- Ермолаев, Григорий Дмитриевич — Герой Советского Союза.
- Клименко, Николай Николаевич (20) — Герой Советского Союза.
- Колозян, Геворк Агабекович — красноармеец, впоследствии итальянский партизан, закрывший своим телом амбразуру вражеского дзота.
- Кремлёв, Евгений Константинович (20) — Герой Советского Союза.
- Кузнецов, Михаил Тихонович (19) — Герой Советского Союза.
- Кулясов, Александр Петрович (25) — Герой Советского Союза.
- Луговской, Николай Петрович (32) — Герой Советского Союза
- Мартынов, Иван Алексеевич (20) — Герой Советского Союза
- Назаров, Александр Петрович (24) — Герой Советского Союза
- Плякин, Иван Антонович — Герой Советского Союза
- Птухин, Александр Мефодьевич (21) — Герой Советского Союза
- Саркисов, Армаис Асатурович — Герой Советского Союза.
- Смирнов, Юрий Васильевич (18) — Герой Советского Союза.
- Солонченко, Владимир Данилович (21) — Герой Советского Союза.
- Уткин, Валерий Степанович (22) — Герой Советского Союза, командир стрелковой роты 740-го стрелкового полка, 217-й Унечской стрелковой дивизии, старший лейтенант.
- Хватков, Михаил Петрович (18) — Герой Советского Союза.
- Шварцман, Моисей Фроимович (32) — участник Великой Отечественной войны, заместитель командира батальона по политчасти 1124-го стрелкового полка 334-й стрелковой дивизии 43-й армии 1-го Прибалтийского фронта, Герой Советского Союза, майор.

## 26 июня
- Артемьев, Иван Тимофеевич (26) — Герой Советского Союза.
- Березин, Иван Николаевич — Герой Советского Союза.
- Бородулин, Сергей Дмитриевич — Герой Советского Союза.
- Бутц, Герхард (48) — профессор университета Бреслау.
- Веденко, Виктор Антонович (33) — Герой Советского Союза.
- Вихорев, Василий Александрович (29) — Герой Советского Союза.
- Власов, Михаил Константинович (33) — Герой Советского Союза.
- Геловани, Мирза Гедеонович (27) — грузинский советский поэт.
- Двужильный, Юрий Михайлович (24) — Герой Советского Союза, командир батальона, капитан.
- Ерзиков, Фёдор Петрович (26) — Герой Советского Союза.
- Зверев, Анатолий Михайлович (19) — Герой Советского Союза.
- Крепцов-Зайченко, Николай Васильевич (30) — Герой Советского Союза.
- Кузьмин, Илья Дмитриевич — Герой Советского Союза.
- Кутрухин, Константин Прокофьевич (28) — Герой Советского Союза.
- Лазаренко, Иван Сидорович (48) — советский военачальник, Герой Советского Союза, генерал-майор.
- Митрофанов, Николай Иванович (31) — Герой Советского Союза.
- Митт, Сергей Михайлович (35) — Герой Советского Союза.
- Назаренко, Павел Иванович (26) — Герой Советского Союза.
- Никитченко, Никита Васильевич (40) — Герой Советского Союза.
- Роман, Сергей Демьянович (26) — Герой Советского Союза.
- Сафонов, Анатолий Георгиевич (22) — Герой Советского Союза.
- Светличный, Тимофей Иванович (27) — Герой Советского Союза.
- Серов, Владимир Георгиевич (21) — Герой Советского Союза.
- Сметанин, Владимир Сергеевич (26) — Герой Советского Союза.
- Терещенко, Михаил Кондратьевич (30) — Герой Советского Союза.
- Ульянин, Фёдор Иванович — Герой Советского Союза.
- Шомин, Александр Константинович (38) — Герой Советского Союза.
- Юркин, Борис Иванович (24) — участник Советско-финской и Великой Отечественной войн, командир отделения 975-го стрелкового полка 270-й стрелковой дивизии 6-й гвардейской армии 1-го Прибалтийского фронта, Герой Советского Союза, сержант.
- Янтимиров, Булат Янбулатович (29) — участник Советско-финской и Великой Отечественной войн, заместитель командира батальона 938-го стрелкового полка 306-й стрелковой дивизии 43-й армии 1-го Прибалтийского фронта, Герой Советского Союза, капитан.

## 27 июня
- Зюльков, Пётр Маркович (20) — участник Великой Отечественной войны, Герой Советского Союза.
- Жестков, Александр Петрович (21) — лейтенант Рабоче-крестьянской Красной Армии, участник Великой Отечественной войны, Герой Советского Союза.
- Илларионов, Степан Илларионович — участник Великой Отечественной войны, Герой Советского Союза.
- Машин, Митрофан Андреевич (23) — участник Великой Отечественной войны. Герой Советского Союза.
- Решетов, Павел Дмитриевич (32) — участник Великой Отечественной войны. Герой Советского Союза.
- Терешкевич, Сергей Григорьевич (34) — участник Великой Отечественной войны. Герой Советского Союза.
- Чеботарёв, Василий Михайлович (26) — участник Великой Отечественной войны. Герой Советского Союза.
- Шестаков, Константин Константинович (21) — участник Великой Отечественной войны. Герой Советского Союза.
- Эйгес, Сергей Константинович (34) — советский художник, живописец, портретист, сын композитора, пианиста и педагога Константина Романовича Эйгеса.

## 28 июня
- Замулаев, Михаил Афанасьевич (19) — младший лейтенант Рабоче-крестьянской Красной Армии, участник Великой Отечественной войн, Герой Советского Союза
- Зубков, Иван Георгиевич (39) — советский инженер, выдающийся специалист в области транспортного строительства, первый начальник Ленметростроя, один из руководителей обороны Ленинграда в годы Великой Отечественной войны.
- Изюмов, Николай Андреевич (23) — капитан Рабоче-крестьянской Красной Армии, участник Великой Отечественной войны, Герой Советского Союза.
- Леселидзе, Виктор Николаевич (37) — командир 619-го миномётного полка 7-й армии Карельского фронта, подполковник. Погиб при освобождении Советской Карелии. Посмертно удостоен звания Героя Советского Союза.
- Панков, Василий Игнатьевич (18) — участник Великой Отечественной войны, Герой Советского Союза.
- Шаимов, Шади — участник Великой Отечественной войны, Герой Советского Союза.
- Яшин, Николай Иванович (22) — участник Великой Отечественной войны, командир взвода разведки 830-го стрелкового полка 238-й стрелковой дивизии 50-й армии 2-го Белорусского фронта, Герой Советского Союза, старший лейтенант.

## 29 июня
- Бажанов, Александр Васильевич (26) — участник Великой Отечественной войны, Герой Советского Союза.
- Зеленов, Николай Андрианович (26) — участник Великой Отечественной войны, Герой Советского Союза.
- Колодко, Николай Алексеевич (20) — старший лейтенант Рабоче-крестьянской Красной Армии, участник Великой Отечественной войны, Герой Советского Союза.
- Литвиненко, Иван Прохорович (25) — советский военный лётчик 828-го штурмового авиационного полка 260-й смешанной дивизии, лейтенант. Погиб во время боевого вылета: совершил огненный таран уничтожив зенитные орудия немцев, позволив группе Ил-2 выполнить задачу.
- Масловский, Иван Фёдорович (28) — участник Великой Отечественной войны, Герой Советского Союза.
- Черныш, Александр Иванович (27) — участник Великой Отечественной войны, Герой Советского Союза.

## 30 июня
- Абросимов, Михаил Романович (20) — участник Великой Отечественной войны, старший телефонист батареи 297-го гвардейского зенитно-артиллерийского полка 3-й гвардейской зенитно-артиллерийской дивизии 65-й армии 1-го Белорусского фронта, Герой Советского Союза.
- Бабахин, Николай Иванович (45) — советский военачальник, участник Великой Отечественной войны.
- Гарам, Михаил Александрович (26) — майор Рабоче-крестьянской Красной Армии, участник Великой Отечественной войны, Герой Советского Союза.
- Губин, Андриан Макарович (31) — лейтенант Рабоче-крестьянской Красной Армии, участник Великой Отечественной войны, Герой Советского Союза.
- Данилов, Алексей Ильич (21) — советский солдат, танкист, стрелок-радист, Герой Советского Союза.
- Зиновьев, Николай Анисимович (22) — Герой Советского Союза.
- Жанзаков, Абдулла — Герой Советского Союза.
- Кладиев, Виктор Сидорович (38) — участник Великой Отечественной войны, сапёр 62-го гвардейского отдельного сапёрного батальона 3-го гвардейского механизированного корпуса 3-го Белорусского фронта, Герой Советского Союза, гвардии красноармеец.
- Клименко, Николай Иванович (33) — Герой Советского Союза.
- Кулик, Константин Алексеевич — Герой Советского Союза.
- Петялин, Сергей Васильевич (18) — Герой Советского Союза.
- Петряев, Александр Акимович (18) — Герой Советского Союза.
- Рак, Павел Николаевич (33) — Герой Советского Союза.
- Ромашко, Николай Васильевич (30) — Герой Советского Союза.
- Селезнёв, Михаил Григорьевич (28) — Герой Советского Союза.
- Стрелец, Фёдор Михайлович (33) — Герой Советского Союза.
- Сушков, Филипп Тимофеевич (37) — Герой Советского Союза.
- Шибанов, Григорий Иванович (27) — Герой Советского Союза.